# André de Ribaupierre
André de Ribaupierre (Clarens, 29 maggio 1893 – Rochester, 17 gennaio 1955) è stato un violinista e docente svizzero.

## Biografia
André de Ribaupierre iniziò gli studi del violino col fratello maggiore Emile e con Władysław Górski a Montreux.  Dopo l'esordio come solista, nel 1914 fu nominato docente di violino al Conservatorio di Losanna e vi insegnò per i successivi cinque anni. Nel 1919 conobbe Eugène Ysaÿe e decise di studiare con lui. In seguito riprese la classe dello stesso Ysaÿe che lo aveva designato come suo successore.
Nel 1924 divenne docente al Cleveland Music Institute. Scrissero dei brani per Ribaupierre sia Ernest Bloch che Bohuslav Martinů. 
Ritornato in Svizzera nel 1929, Ribaupierre divenne direttore e docente presso l’Institut de Ribaupierre di Losanna fondato dai suoi fratelli. 
Successivamente riprese la cattedra di Henri Marteau al Conservatorio di Ginevra e tenne corsi di perfezionamento presso la École Normale de Musique di Parigi. Ribaupierre fondò un quartetto d'archi intitolato al suo nome che fu attivo sino allo scioglimento nel 1948, quando egli si trasferì nuovamente negli Stati Uniti. Dal 1948 fino alla sua morte, Ribaupierre insegnò presso la Eastman School of Music di Rochester e fece parte dell’Eastman Quartet. Notevole fu la collaborazione di Ribaupierre con la pianista Jacqueline Blancard per buona parte della sua carriera. 
A fianco della sua attività di musicista, Ribaupierre era un alpinista per hobby. Scalò il Cervino nel 1928 e, arrivato in cima, si mise a suonare il violino.    
Dal lascito di de Ribaupierre, Antonin Scherrer ha scritto nel 2017 la prima monografia su Ribaupierre. Il fratello, Emile, fu pianista e docente in Svizzera.